# Kristian Kristiansen (grønlandsk musiker)
 For alternative betydninger, se Kristian Kristiansen. (Se også artikler, som begynder med Kristian Kristiansen)
Kristian Kristiansen (født 1971) er en grønlandsk komponist og sangskriver. Første udgivelse sammen med Serratit i 1988: Serratit Sorsunneq.
Soloudgivelser:
- Sinnattut Nunaanni (1999)
- Unnuami (2003)